# 王本固
王本固（1514年—1584年），字子民，直隸順德府邢臺縣人，軍籍，明朝政治人物。

## 生平
嘉靖二十二年（1543年）癸卯科順天府鄉試第三十五名舉人。嘉靖二十三年（1544年）中式甲辰科會試第二百九十八名，登第三甲第三十六名進士。擔任樂安縣知縣，嘉靖二十七年（1548年）十一月选擢貴州道試監察御史，二十八年六月實授，三十二年巡按贵州，三十五年巡按浙江。復除山东道御史，三十九年五月升陕西按察司副使。历官大理寺右少卿，四十二年十月升南京都察院右佥都御史、提督操江，四十四年五月改任都察院右佥都御史，四十五年二月升左副都御史，十一月升刑部左侍郎，十二月改任兵部左侍郎、协理京营戎政，隆慶元年（1567年）四月改任吏部左侍郎，四年九月官至南京吏部尚書，萬曆初致仕，卒年七十一。

## 家族
曾祖王信；祖父王瑛；父王釗。前母張氏；母陳氏。慈侍下。